# ニセフウライチョウチョウウオ
ニセフウライチョウチョウウオ（偽風来蝶々魚、学名：Chaetodon lineolatus）は、スズキ目チョウチョウウオ科に分類される魚類の一種。種小名と英名は、体側の黒い横縞模様に由来する。チョウチョウウオ科の魚の中で最も大型である。

## 形態
- 全長30cm[2]。

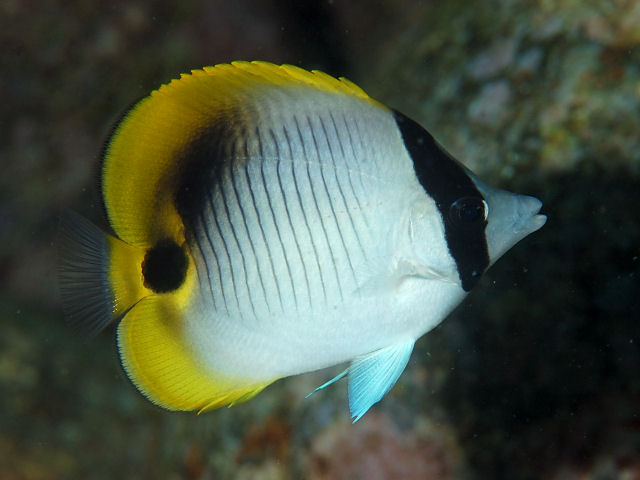
幼魚

- 白い体側に体側に黒い横縞模様が並んでいる[3]。

よく似た種

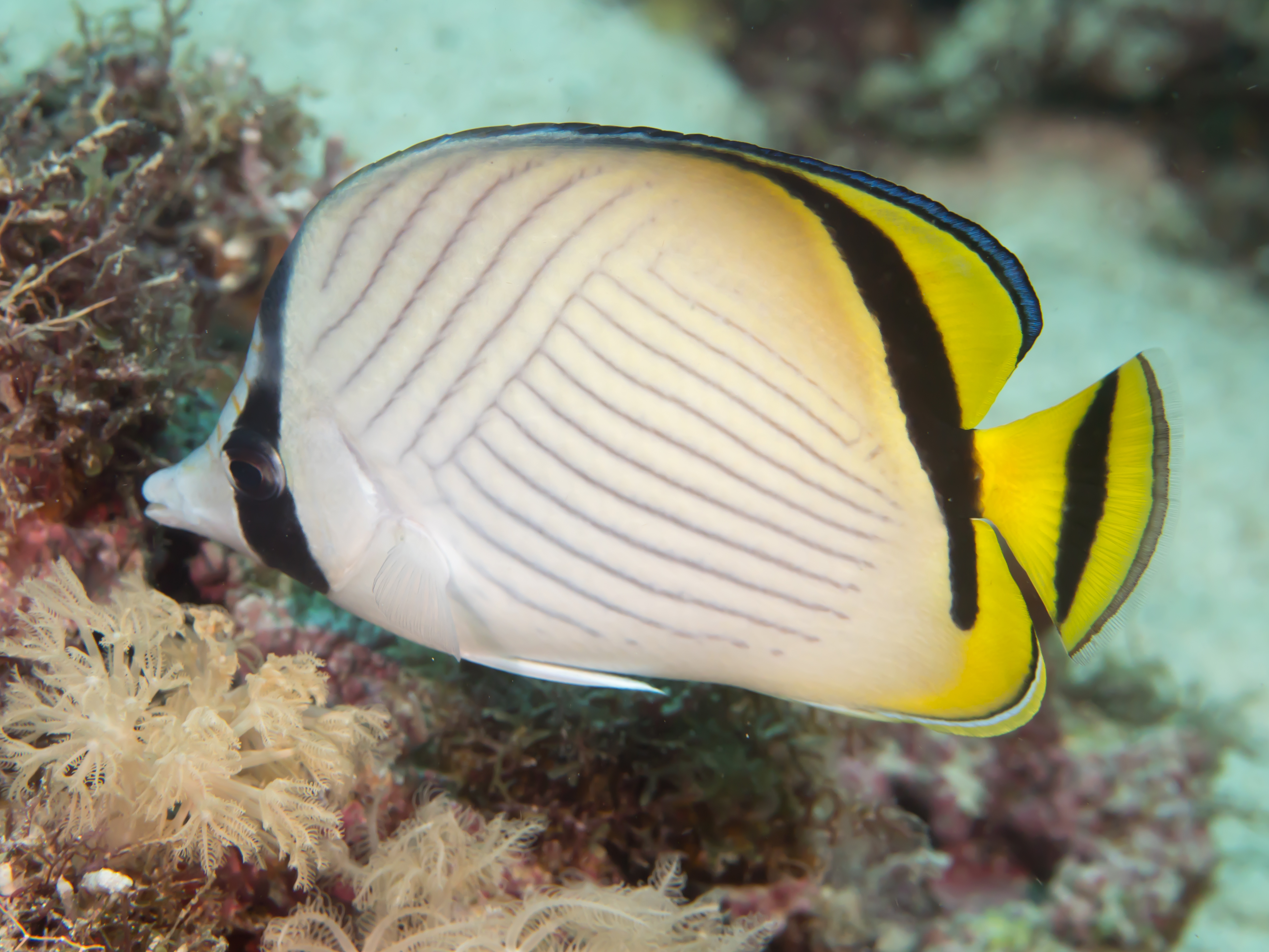
フウライチョウチョウウオ

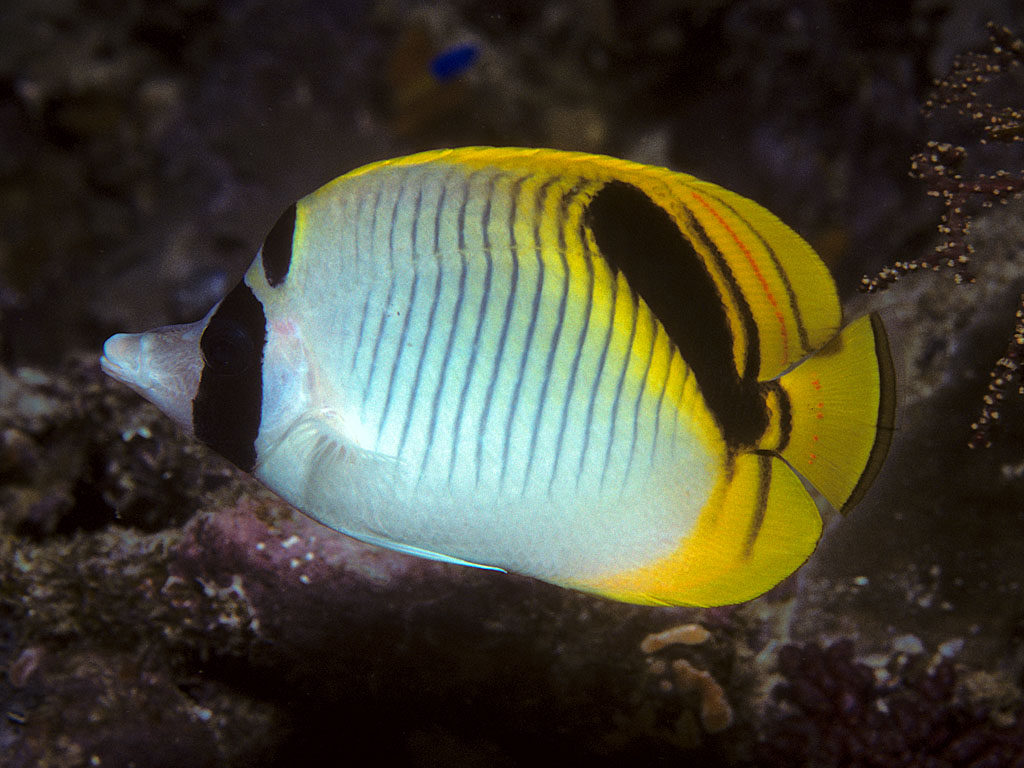
ヒメフウライチョウチョウウオ

本種はヒメフウライチョウチョウウオ・フウライチョウチョウウオとよく似ている。
本種の模様は白地に黒の横縞であるが、フウライの模様は白地に直交する黒い線である。
ヒメフウライは本種とよく似ているが、ヒメフウライの目を通る黒帯は頭部で途切れている。また、ヒメフウライは全長25cmで、本種より小さい。

## 生態
雑食で、サンゴのポリプ、底生小動物、藻類などを食べる。
浅瀬から水深170mの岩礁域やサンゴ礁にペアで生息している。

## 分布
西部太平洋、インド洋、紅海。

## 人とのかかわり
観賞魚。性格に個体差があり、警戒心が強いものとダイバーに近寄る好奇心が強いものがいる。